# Karla Bustamante Valles
Karla Bustamante Valles (Chihuahua) es una científica mexicana, especializada en Biotecnología. Es presidenta del Centro de Investigación en Biogeniería, en el cual se desarrollan nuevos mecanismos tecnológicos de investigación biomédica, diagnóstico y terapias de rehabilitación.

## Biografía
Estudió Ingeniería Electrónica en el Tecnológico de Chihuahua, maestría en Ciencias, becada por Conacyt, y doctorado en Ingeniería Biomédica en la Universidad de Surrey, y postdoctorado en Rehabilitación Avanzada en la Universidad de Marquette. Forma parte del Sistema Nacional de Investigadores (México), nivel I, en Ingeniería Biomédica.
Participó en la creación del Centro de Tecnología e Investigación en Biomedicina, así como del Gimnasio de Rehabilitación Robótica en Chihuahua.<
En 2009 Karla Bustamante fundó el grupo de Engineering World Health Chihuahua en el cual estudiantes trabajan en hospitales situados en zonas marginadas y consiguen o reparan equipo médico.

## Premios y reconocimientos
- 2016. Reconocimiento a Rotarios Destacados, en la categoría de Tecnología e Innovación[7]
- 2013. Premio Estatal de Ciencia, Tecnología e Innovación en el área de Salud en Innovación[8]
- 2012. Premio Nacional de la Juventud, junto con estudiantes del Engineering World Health Chihuahua.